# 亞基米夫卡 (多布羅韋利奇基夫卡區)
48°18′43″N 31°24′22″E / 48.31194°N 31.40611°E
亞基米夫卡（烏克蘭語：Якимівка），是烏克蘭中部的村莊，隸屬基洛夫格勒州的新烏克蘭卡區。該村始建於1929年，面積0.39平方公里，海拔高度129米，2001年人口107，人口密度每平方公里272.3人。